# Pekari, Kaniv
Pekari (în ucraineană Пекарі) este o comună în raionul Kaniv, regiunea Cerkasî, Ucraina, formată numai din satul de reședință.

## Demografie
Componența lingvistică a comunei Pekari
     Ucraineană (97,23%)
     Rusă (2,57%)
     Alte limbi (0,2%)
Conform recensământului din 2001, majoritatea populației comunei Pekari era vorbitoare de ucraineană (97,23%), existând în minoritate și vorbitori de rusă (2,57%).